# Béla Fleck
Béla Fleck, teljes nevén: Béla Anton Leoš Fleck, (New York, 1958. július 10. –) kétszeres Grammy-díjas amerikai dzsesszmuzsikus, a jelen legismertebb bendzsóművésze. Simonyi András, washingtoni magyar nagykövet 2007-ben Atlantában „tiszteletbeli magyarrá” avatta.

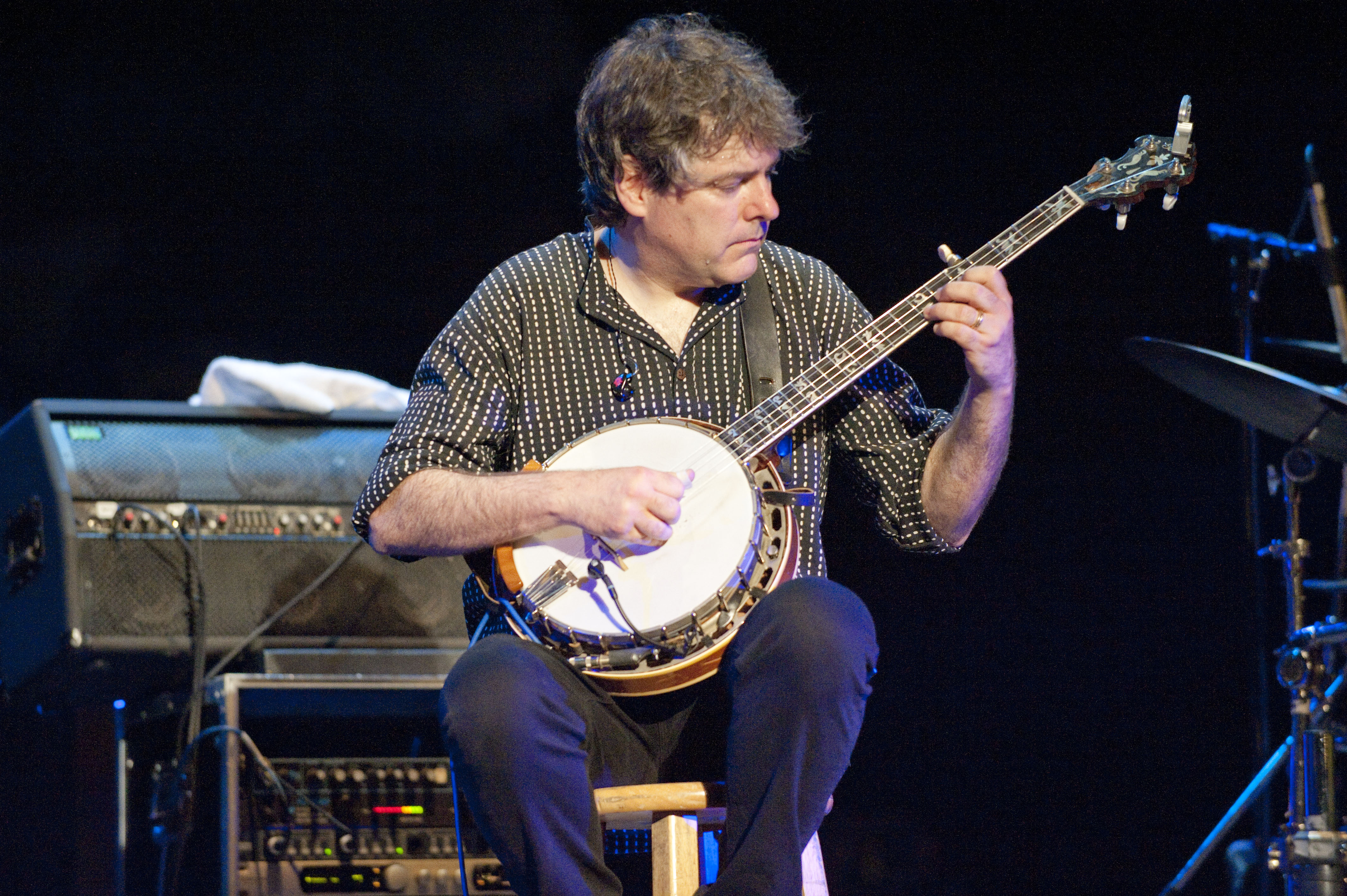
2011

## Pályakép
Zenerajongó apjától a keresztneveit Bartók, Webern és Janáček tiszteletére kapta. Tizenöt éves korában kezdett bendzsózni. New Yorkban a High School of Music and Artban kürt szakon végzett, majd Tony Trischkától bendzsózni. Bostonba ment és előbb a Tasty Licks, később a Spectrum nevű együttesben játszott. Első lemeze, a Crossing The Tracks 1979-ben jelent meg. 1988-ban megalakította a Béla Fleck and The Flecktones együttest. A zenekarnak ezidáig[mikor?] tizenkét albuma jelent meg. Magyarországon 2007-ben léptek fel.
1995 és 2008 között Bela Fleck and the Flecktones összesen kilenc Grammy-díjat nyert jazz, country, klasszikus és pop kategóriában.
Béla Fleck 2024-től napjainkig két Grammy-díjat nyert.
A felesége, Abigail Washburn szintén bendzsójátékos (és -énekes). Duettjeik is komoly figyelmet érdemelnek.

## Lemezek
- Crossing the Tracks (album) Crossing the Tracks (Rounder Records, 1979)
- Natural Bridge (album) Natural Bridge (Rounder Records, 1982)
- Deviation (Béla Fleck album) Deviation (Rounder Records, 1984)
- Double Time (Béla Fleck album) Double Time (Rounder Records, 1984)
- Inroads (Béla Fleck album) Inroads (Rounder Records, 1986)
- Daybreak (Béla Fleck album) Daybreak (Rounder Records, 1987)
- Drive (Béla Fleck album) Drive (Rounder Records, 1988; SACD reissue: Mobile Fidelity, 2004)
- Tales From The Acoustic Planet (Warner Brothers, 1995)
- The Bluegrass Sessions: Tales from the Acoustic Planet, Vol. 2 (Warner Brothers, 1999)
- Perpetual Motion (album) Perpetual Motion (Sony Classical, 2001)
- Tales From The Acoustic Planet, Vol. 3: Africa Sessions (Rounder Records, 2009)
- The Impostor – Béla Fleck, Nashville Symphony, Giancarlo Guerrero & Brooklyn Rider (Decca Label Group, 2013)
- Best Folk Album – Béla Fleck & Abigail Washburn (2016)
- My Bluegrass Heart (2021)
- Rhapsody in Bluegrass (2024)

## Díjak
- 2020: International Bluegrass Music Hall of Fame
- A Bela Fleck and the Flecktones 17 Grammy-díjat nyert 39 jelölése során.